# Alistair Carmichael
Alexander Morrison „Alistair” Carmichael (ur. 15 lipca 1965 w Islay) – brytyjski polityk, członek Liberalnych Demokratów, od 2012 zastępca lidera tej partii w Szkocji. Od 2001 poseł do Izby Gmin, w latach 2013–2015 członek gabinetu Davida Camerona jako minister ds. Szkocji.

## Życiorys

### Młodość i kariera zawodowa
Pochodzi z Hebrydów Wewnętrznych. Po ukończeniu szkoły średniej przez pięć lat pracował jako kucharz, a potem menedżer w hotelu. Następnie wznowił edukację, studiując najpierw na University of Glasgow, a potem na University of Aberdeen, gdzie w 1992 ukończył prawo. Rok później uzyskał uprawnienia zawodowe radcy prawnego. W latach 1993–1996 pracował w szkockiej prokuraturze, a następnie podjął prywatną praktykę prawniczą.

### Kariera polityczna
W 1987 bez powodzenia po raz pierwszy kandydował do Izby Gmin. Ponownie spróbował dopiero po 14 latach, w 2001, i wówczas uzyskał wybór jako przedstawiciel okręgu wyborczego Orkney and Shetland (Orkady i Szetlandy). W latach 2007–2008 i ponownie 2008-2010 był parlamentarnym rzecznikiem Liberalnych Demokratów ds. Szkocji i Irlandii Północnej. W 2010 został głównym whipem Liberalnych Demokratów w Izbie Gmin, a zarazem zastępca głównego whipa rządu. We wrześniu 2012 został wybrany na wicelidera szkockiej części swojej partii. W październiku 2013 wszedł do gabinetu jako minister ds. Szkocji i był jedną z głównych twarzy rządu Camerona w kampanii poprzedzającej referendum niepodległościowe w Szkocji w 2014 roku.
W wyborach w 2015, w których Liberalni Demokraci ponieśli dotkliwą porażkę, był jedynym szkockim posłem tej partii, który uzyskał reelekcję. Po tym jak konserwatyści utworzyli jednopartyjny rząd większościowy, przeszedł wraz z całym swoim ugrupowaniem do opozycji.

### Życie prywatne
Od 1987 jest żonaty z Kate Carmichael, z którą ma dwóch synów. Mieszka na Orkadach.